# Partit Autonomista Lleonès - Unitat Lleonesista
El Partit Autonomista Lleonès - Unitat Leonesista (també conegut per les seves sigles PAL-UL o simplement PAL) és un partit polític espanyol d'ideologia leonesista que propugna la creació d'una autonomia lleonesa, igual que els partits de similar ideologia. Va ser fundat per un dels fundadors de la UPL, Jose María Rodríguez de Francisco.
A les eleccions autonòmiques i municipals de 2007, a les quals va concórrer només en la circumscripció de Lleó i en alguns ajuntaments d'aquesta província va obtenir respectivament 4.982 vots (1,68%) i 4.546 (10 regidors)